# Giuseppe Sulfaro
Giuseppe Sulfaro (* 7. Oktober 1984 in Messina) ist ein italienischer Schauspieler.
Bekannt wurde Giuseppe Sulfaro 2000 durch die Rolle des Renato Amoroso in Giuseppe Tornatores Film Der Zauber von Malèna. Eine weitere Hauptrolle spielte er 2006 im Road-Movie „A Hero... In Rome“.

## Filmografie
- 2000: Der Zauber von Malèna
- 2004: Don Gnocchi - L'angelo dei bimbi
- 2006: A Hero... In Rome
- 2007: Black Sun
- 2008–2011 Don Matteo (Fernsehserie)